# آلفا طاووس
آلفا طاووس یک ستاره است که در صورت فلکی طاووس قرار دارد.